# ベルリン＝ズュートクロイツ駅
ベルリン=ズュートクロイツ駅（ドイツ語: Bahnhof Berlin Südkreuz）はドイツの首都ベルリンにあるドイツ鉄道の駅。

## 概要
1898年に開業した駅であり、現在は乗換駅になっている。ベルリン-ハレ線およびベルリン-ドレスデン線が南北方向に貫き、それらの路線を跨ぐ形でベルリンSバーンの環状線が東西方向に貫く。1990年代から2006年にかけて増改築が行われ、2006年5月28日に現在の駅名に改称された。

## 歴史

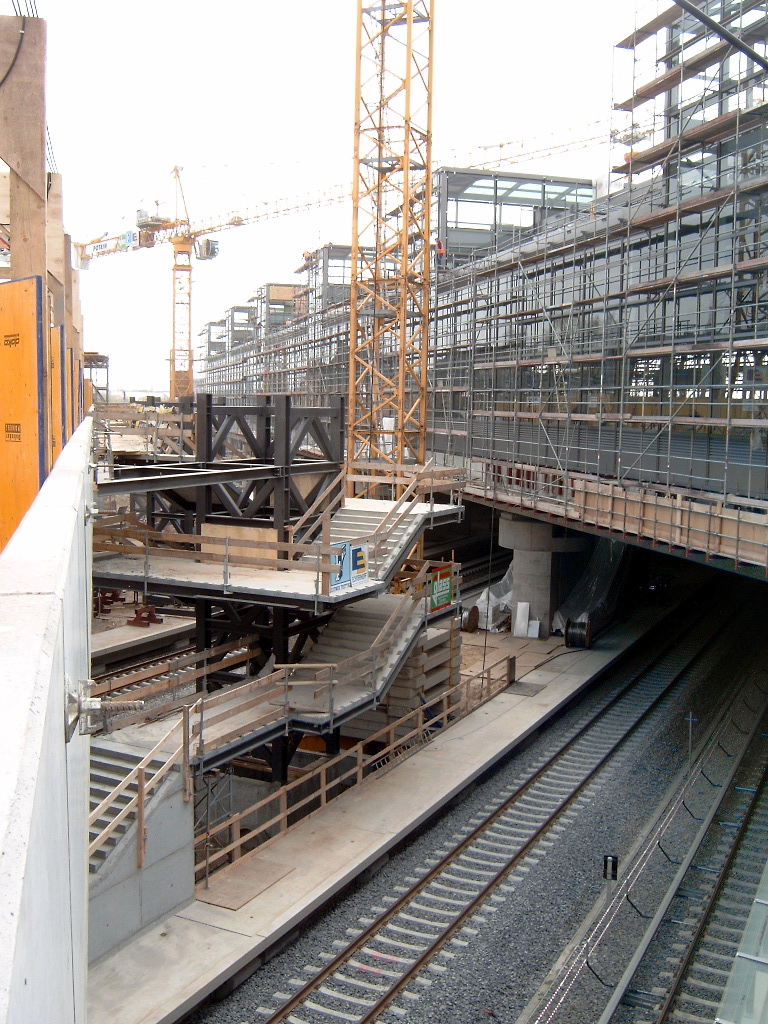
改装工事中の旧パーペシュトラーセ駅

元の駅名はパーペシュトラーセ駅（Berlin Papestraße）であった。これはプロイセンの上級大将、アレクサンダー・アウグスト・ヴィルヘルム・フォン・パーペにちなんで名付けられたものである。環状線のホームは1901年12月1日に島式ホームとして開業した。
初代駅舎は1898年から1901年にかけて建設されたものであるが現存していない。駅舎の端に設置されていた時計台が新駅舎の一部として残存している。

### 駅名改称
ドイツ鉄道は長距離列車のあり方を再編する観点から、ベルリン南部の拠点駅として機能させるためにパーペシュトラーセ駅を改装して駅名もドイツ語で「南十字星」を意味するズュートクロイツ（Südkreuz）駅に改称することを決定した。しかしながら、建設工事は南北長距離線予定地の沿線住民の反対運動により大幅に遅れた。当初は2000年開業を予定していたが、最終的には2006年5月28日にベルリン中央駅と同時開業となった。現在ではハンブルク中央駅へ向かうICE、ライプツィヒ中央駅へ向かうインターシティ、ドレスデン中央駅経由でチェコ、スロバキア、ハンガリー方面へ向かうユーロシティの発着駅となっている。